# Гільйом II де Віллардуен

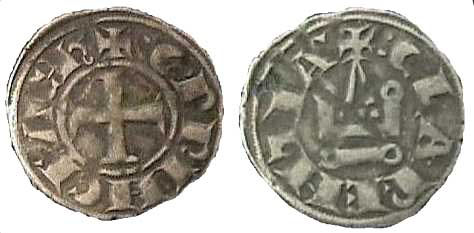
Монета Гійома II Віллардуена.

Гільйом (Вільгельм, Гійом) II Віллардуен (фр. Guillaume II de Villehardouin; бл. 1211 — 1 травня 1278)— правитель Ахейського князівства з 1246 року по 1 травня 1278 року.

## Життєпис
Походив з шляхетського роду Віллардуенів з Шампані у Франції. Другий син Жоффрея де Віллардуен, князя Ахейського. Народився десь до 1209 року в Каламаті. Здобув гарну освіту, вільно володіючи французькою та грецькою мовами.
1229 року старший брат Жоффруа II, що став новим князем Ахейським, призначив Вільгельма шателеном Каламати. 1246 року після його смерті  перебрав владу у державі.
За допомогою венеційського флоту захопив Монемвасію в греків, побудував фортецю Містра  для захисту області біля фортеці Кремона у Спарті. У травні 1249 року на чолі 400 лицарів на 24 суднах приєднався до Сьомого хрестового походу під орудою Людовика IX, короля Франції. Відправив 100 лицарів на допомогу генуезцям, що захопили о. Родос. Після невдалої кампанії в Єгипті в травні 1250 року повернувся до свого князівства.
1255 року після смерті другої дружини з роду Карчері став готуватися до захоплення Негропонтської сеньйорії, куди вдерся 1256 року (почалася так звана війна за евбейську спадщину). Протягом року встановив тут свою владу. Повалених правителів останньої (тріархів) підтримав Гі I де ла Рош, герцог Афінський. У відповідь Вільгельм II виступив проти нього, завдавши біля гори Каруді поразки, а потім змусивши суперника, що отаборився в Фівах, здатися. Ахейський князь ініціював збори баронів герцогства для позбавлення Гі I титулу й влади. Проте зібрання в Ніклі відмовилося того судити, відправивши на суд французького короля. За його відсутності в Афінському герцогстві урядував Вільгельм II. Водночас інший союзник тріархів — Венеція 1259 року доручила своєму байло Андреа Бароцці укласти мир з Вільгельмом II
1259 року уклав союз з Манфредом Гогенштауфеном, королем Сицилії і Михайлом II, деспотом Епіру, спрямований проти нікейського імператора Михайла VIII. Восени 1259 року у битві при Пелагонії коаліція зазнала поразки, а ахейський князь потрапив до полону. Звільнився 1262 року, принісши омаж Михайлу VIII, який на той час відновив Візантійську імперію. також князь Ахайї поступився імператору своїми містами і фортецями Монемвасія, Містра, Майна і Геракліон.
По поверненню підписав Фіванський договір, за яким повертав тріархам Негропонте, а ті в свою чергу визнавали зверхність Ахейського князівства. Вплив венеційців обмежив фінансовими і торговими привілеями і вони на тривалий час відмовилися від політичного втручання.

Ахейське князівство на момент смерті Вільгельма II де Віллардуена

Того ж року почав нову війну проти візантійців. Йому вдалося 1263 року перемогти візантійську армію в битві біля Прініце (неподалік Олімпії). Проте війна тривала, і 1264 року Вільгельм II завдав нової поразки супротивникові — в битві при Макрі-Плаг. За цим почав успішний наступ на півдні Пелопоннесу, практично відвоювавши втрачене. В цей час вибухнуло велике грецьке повстання, яке з труднощами вдалося приборкати.
1267 року визнав зверхність Карла Анжуйського, короля Сицилії. Помер 1278 року. Відсутність спадкоємців чоловічої статі дозволило Карлу I прибрати до себе Ахейське князівство.

## Культура
Створив вишуканий двір у французькому дусі. Сам складав вірші. Стіни його палацу прикрашали фрески із зображеннями лицарських звитяг, часто влаштовувалися турніри і полювання. З'явилися власна література та особлива форма французької мови. В цей час була написана Морейська хроніка — цінне джерело з історії Четвертого хрестового походу.

## Родина
1. Дружина — Агнеса, донька Наржо де Тусі, регента Латинської імперії
Діти:
- Симона (д/н—1265), дружина Вільгельма I де Верони, тріарха Негропонте
- Маргарита (1240—1242)

2. Дружина — Карінтана, донька Різардо делла Карчері, тріарха Негропонте
дітей не було
3. Дружина — Анна Комніна Дукіня, донька Михайла II Комніна Дуки, деспота Епіру
Діти:
- Ізабелла (1260/1263 — 1312), дружина: 1) Філіпа Сицилійського; 2) Флоріса де Ено, конетабля Сицилії; 3) Філіпа I, князя П'ємонту
- Маргарита (1266—1315), дружина: 1) Ізнара де Сабрана; 2) Ріккардо Орсіні, пфальцграфа Кефалінії та Закінфу